# Thomas J. Cason

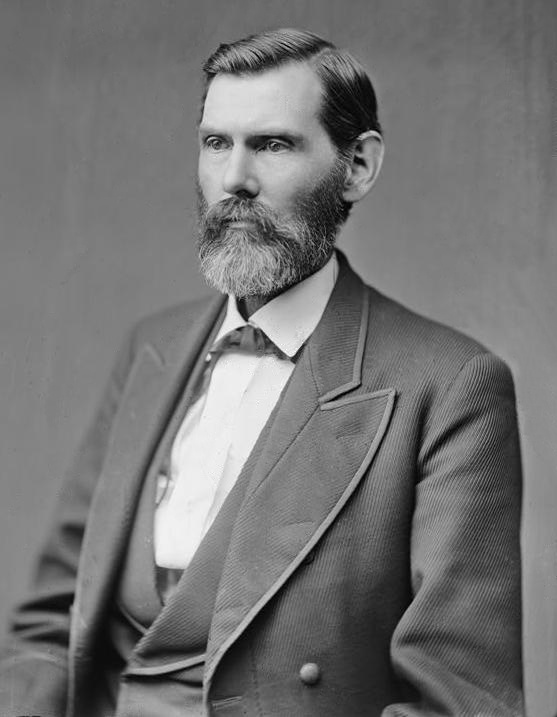
Thomas J. Cason

Thomas Jefferson Cason (* 13. September 1828 bei Brownsville, Union County, Indiana; † 10. Juli 1901 in Washington, D.C.) war ein US-amerikanischer Politiker. Zwischen 1873 und 1877 vertrat er den Bundesstaat Indiana im US-Repräsentantenhaus.

## Werdegang
Im Jahr 1832 zog Thomas Cason mit seinen Eltern in das Boone County, wo sich die Familie auf einer Farm in der Nähe von Thorntown niederließ. Er besuchte die öffentlichen Schulen seiner neuen Heimat und unterrichtete danach selbst für einige Jahre im Boone County als Lehrer. Nach einem anschließenden Jurastudium in Crawfordsville und seiner im Jahr 1850 erfolgten Zulassung als Rechtsanwalt begann er in Lebanon in diesem Beruf zu arbeiten. Politisch war Cason Mitglied der Republikanischen Partei. Zwischen 1861 und 1864 war er Abgeordneter im Repräsentantenhaus von Indiana; von 1864 bis 1867 gehörte er dem Staatssenat an. Danach war er von 1867 bis 1871 als Richter im Boone County tätig; anschließend praktizierte er wieder als Anwalt.
Bei den Kongresswahlen des Jahres 1872 wurde Cason im siebten Wahlbezirk von Indiana in das US-Repräsentantenhaus in Washington gewählt, wo er am 4. März 1873 die Nachfolge von Mahlon Dickerson Manson antrat. Nach einer Wiederwahl konnte er bis zum 3. März 1877 zwei Legislaturperioden im Kongress absolvieren. Seit 1875 vertrat er dort als Nachfolger von John Shanks den neunten Distrikt seines Staates. Im Jahr 1876 wurde Cason von seiner Partei nicht mehr zur Wiederwahl nominiert. Nach seinem Ausscheiden aus dem US-Repräsentantenhaus arbeitete er bis 1897 wieder als Anwalt. Danach zog er sich in den Ruhestand zurück, den er in der Bundeshauptstadt Washington verbrachte, wo er am 10. Juli 1901 verstarb.